# Megaelosia boticariana
Espèce
Statut de conservation UICN

 DD  : Données insuffisantes
Megaelosia boticariana est une espèce d'amphibiens de la famille des Hylodidae.

## Répartition
Cette espèce est endémique de la Serra da Mantiqueira dans l'État de São Paulo au Brésil. Elle se rencontre à Atibaia dans la Serra do Itapetinga, à environ 800 m d'altitude,.

## Publication originale
- Giaretta & Aguiar, 1998 : A new species of. Megaelosia from the Mantiqueira Range, Southeastern Brazil. Journal of Herpetology, vol. 32, no 1, p. 80–83.